# 新鹿特丹报
《新鹿特丹报》（荷蘭語：NRC，發音：[ɛnɛrseː]，为之缩写），1970年-2022年4月25日名为《新鹿特丹商业报》（荷蘭語：NRC Handelsblad，發音：[ɛnɛrseː ˈɦɑndəlzblɑt]），是荷兰的一份日报，传统上被视为自由派报纸。其总部原位于鹿特丹，2012年迁至阿姆斯特丹。
该报于1970年10月1日由《商业汇报》（；1828年在阿姆斯特丹创办）和原《新鹿特丹报》（；1843年在鹿特丹创办）合并而成。为了让原订阅者习惯，该报最初分为鹿特丹版和阿姆斯特丹版两个版本。1972年5月，后者被撤销。
从发行量上来看，该报是2016年荷兰第四大日报，日发行量为135,764份，位居《电讯报》《每日汇报》和《人民报》之后。